# Ваккаро, Никола
Никола Ваккаро (итал. Nicola Vaccaro; 13 марта 1640, Неаполь — 25 мая 1709, Неаполь) — итальянский живописец академического направления, театральный режиссёр, сценограф и оперный либреттист из Неаполя.

## Биография
Никола Ваккаро родился в Неаполе в семье Андреа Ваккаро и Анны Крискуоло и при крещении получил имя Томазо Доменико Никола. Его отец был выдающимся живописцем исторического жанра. Сначала он учился рисованию у отца. По словам итальянского биографа Филиппо Бони, Ваккаро нравилась палитра пейзажных картин Сальватора Розы, и он настолько успешно имитировал манеру этого неаполитанского живописца, что некоторые из его работ были проданы как работы Розы. Затем Никола уехал в Рим, где поступил учеником в мастерскую Никола Пуссена.
10 октября 1657 года Никола Ваккаро женился на Анне Марии Манеккья, дочери живописца Джан Джакомо Манеккья. Его жена также занималась живописью. Благодаря этому браку он установил прочные связи с известными художниками того времени, такими как Андреа Малинконико, Джованни До и Джачинто де Пополи; он часто выступал свидетелем на свадьбах или крестным отцом при крещении их детей. Второй сын Никола Ваккаро, Андреа, также стал художником и унаследовал драгоценную коллекцию рисунков своего отца. Никола посещал классы рисования Академии обнажённой натуры (Accademia del Nudo), основанной в Неаполе в 1664 году, директором и одновременно казначеем которой был его отец Андреа. Благодаря этим занятиям Никола Ваккаро приобрел навыки в изображении анатомии человеческого тела.
Никола Ваккаро влюбился в оперную певицу Джульетту Дзуффи, с которой у него были скандальные отношения. Чтобы доставить ей удовольствие, он занял должность администратора в оперном Театре Сан-Бартоломео в Неаполе. С 1683 по 1689 год он был также либреттистом и сценографом театра. Его любовница в этот период была примой театральных сезонов. Ваккаро писал театральные декорации. Театральная деятельность Николы Ваккаро совпала со знаменитым сезоном композитора Алессандро Скарлатти, важным моментом в истории музыки Неаполя. Ваккаро обеспечивал сотрудничество выдающегося композитора с музыкантами на протяжении всего руководства театром. Произведения Скарлатти сначала исполнялись в Королевском дворце, а затем в общественном театре Сан-Бартоломео. Ваккаро был настолько занят театром, что его творчество живописца значительно снизилось. Первая жена Ваккаро умерла около 1690 года, и он женился во второй раз.

## Творчество
Никола Ваккаро был разносторонним художником, он писал картины и фрески на религиозные, исторические и мифологические сюжеты. Ему также удавалось объединять в одной композиции натюрморты и пейзажи. Он сотрудничал с другими художниками, такими, как Абрахам Брейгель, Франческо Делла Куоста, Аньелло Асьоне и Андреа Бельведер, над декоративными натюрмортами в стиле барокко и «картинами с цветочными гирляндами» (нидерл. bloemenslingerschilderijen).
Его творчество можно рассматривать как альтернативу направлениям, представленным Лукой Джордано и Франческо Солименой. Ваккаро попытался адаптировать особенности неаполитанской традиции живописи XVII века к новым тенденциям классицизма с их акцентом на аркадских пейзажах. Это было выражением нового академизма в искусстве неаполитанской школы. Вместе с Франческо Ди Марией, Джакомо Фарелли и Андреа Малинконико он считал отправной точкой своего творческого метода практику рисования с натуры, знание анатомии человека и изучение наследия великих мастеров прошлого.

## Галерея

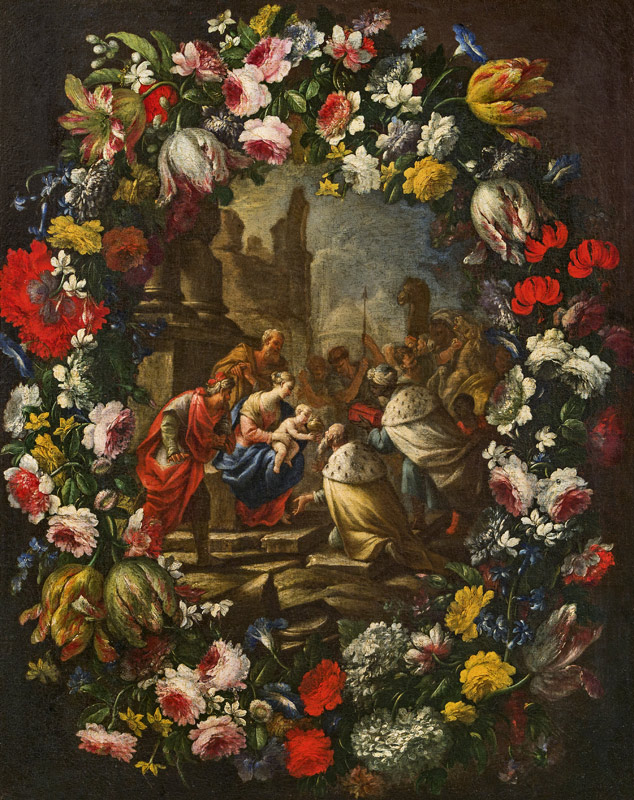
Поклонение волхвов в цветочной гирлянде. Между 1660 и 1709. Холст, масло. Частное собрание
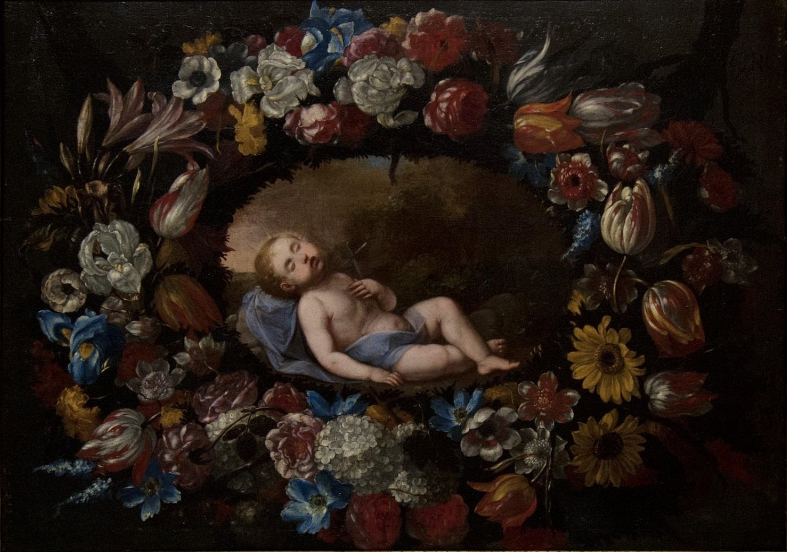
Дж. Рекко и Н. Ваккаро. Младенец Иисус, спящий в цветочной гирлянде. Между 1660 и 1695. Холст, масло. Частное собрание
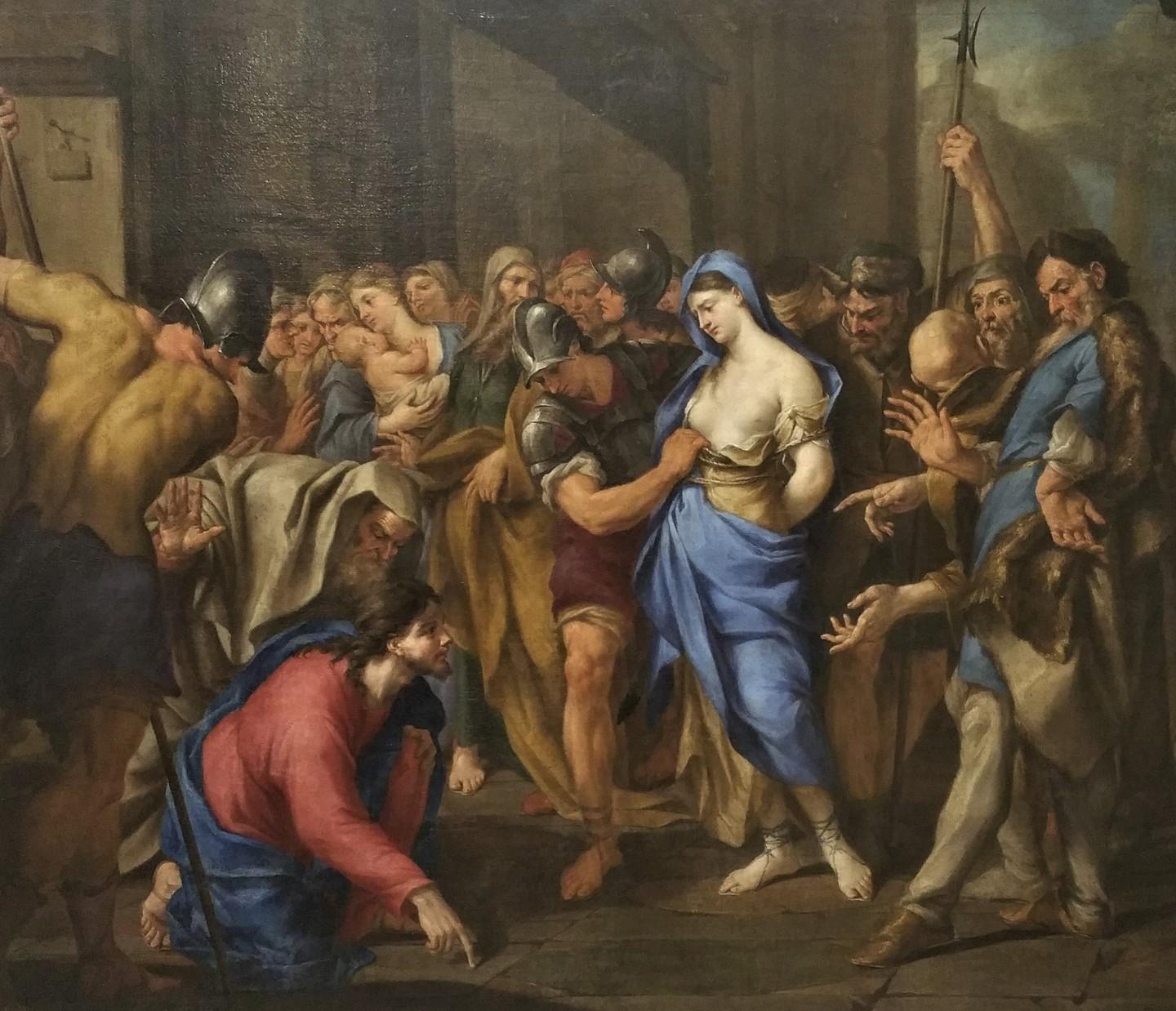
Христос и прелюбодейка. Между 1660 и 1709. Холст, масло. Епархиальный музей, Салерно
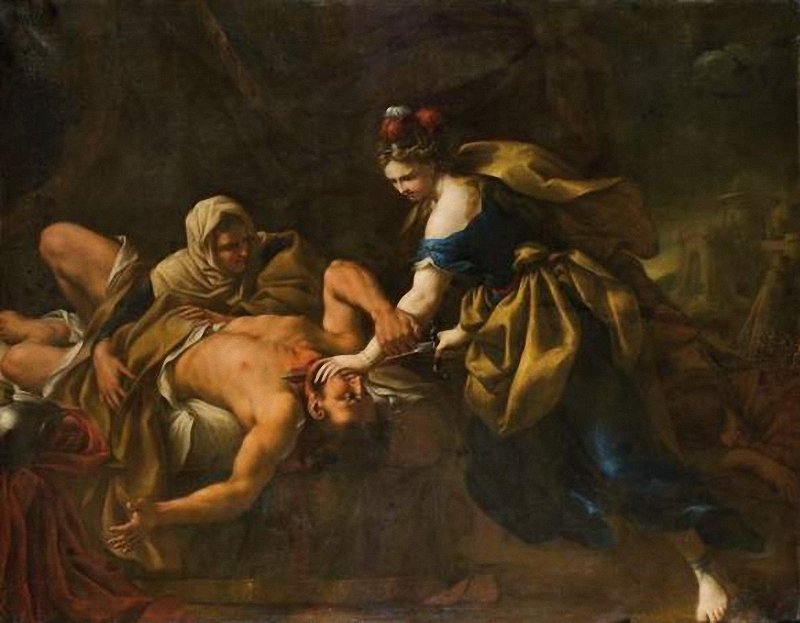
Юдифь и Олоферн. Холст, масло
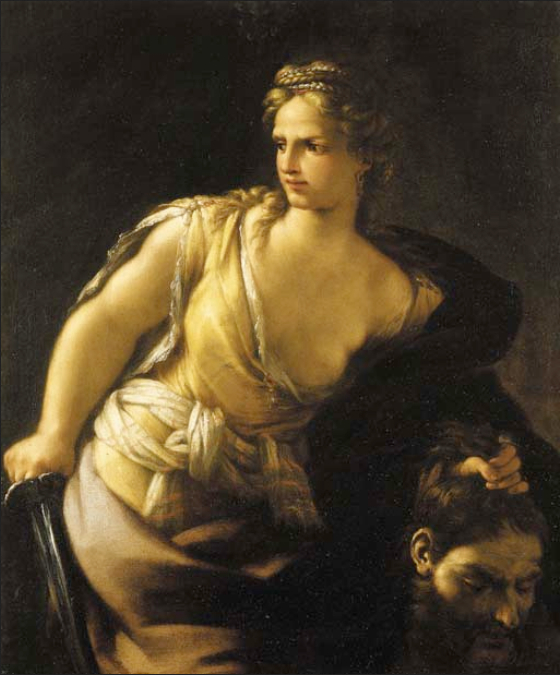
Юдифь с головой Олоферна. Между 1660 и 1695. Холст, масло. Частное собрание
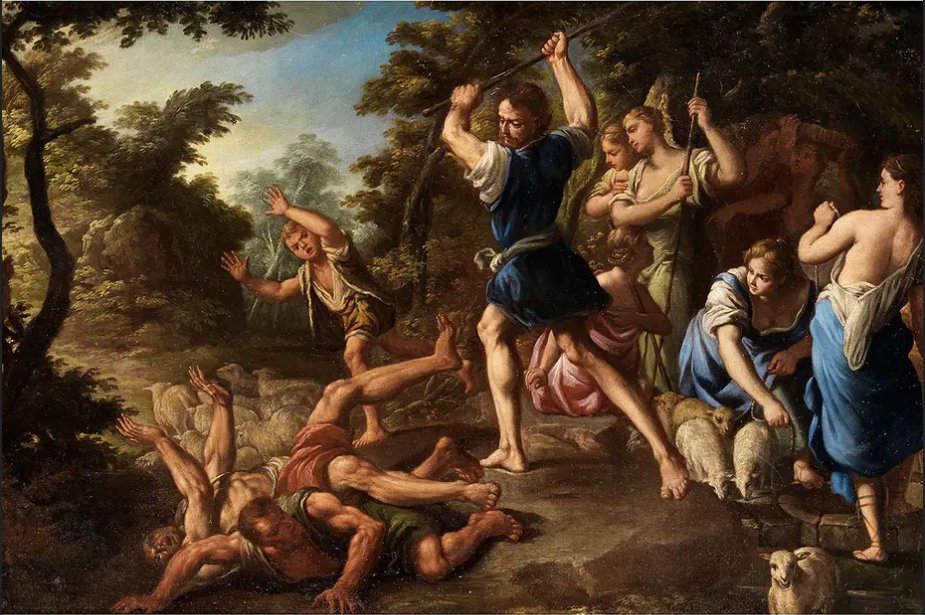
Моисей защищает дочерей Иофора. Между 1660 и 1695. Холст, масло. Частное собрание
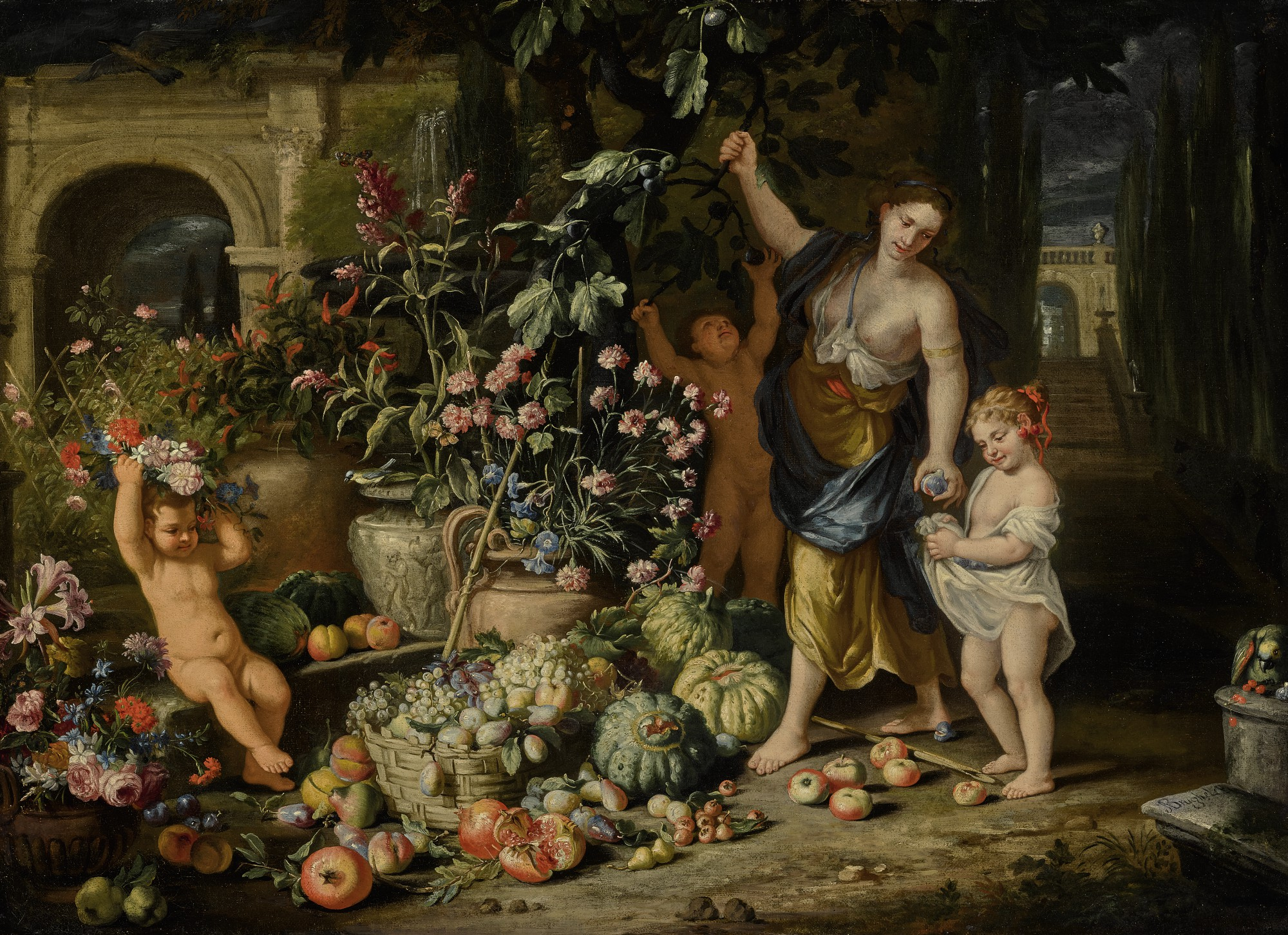
Н. Ваккаро и А. Брейгель. Молодая женщина с тремя детьми собирает смоквы в саду на террасе. Между 1660 и 1699. Холст, масло. Частное собрание
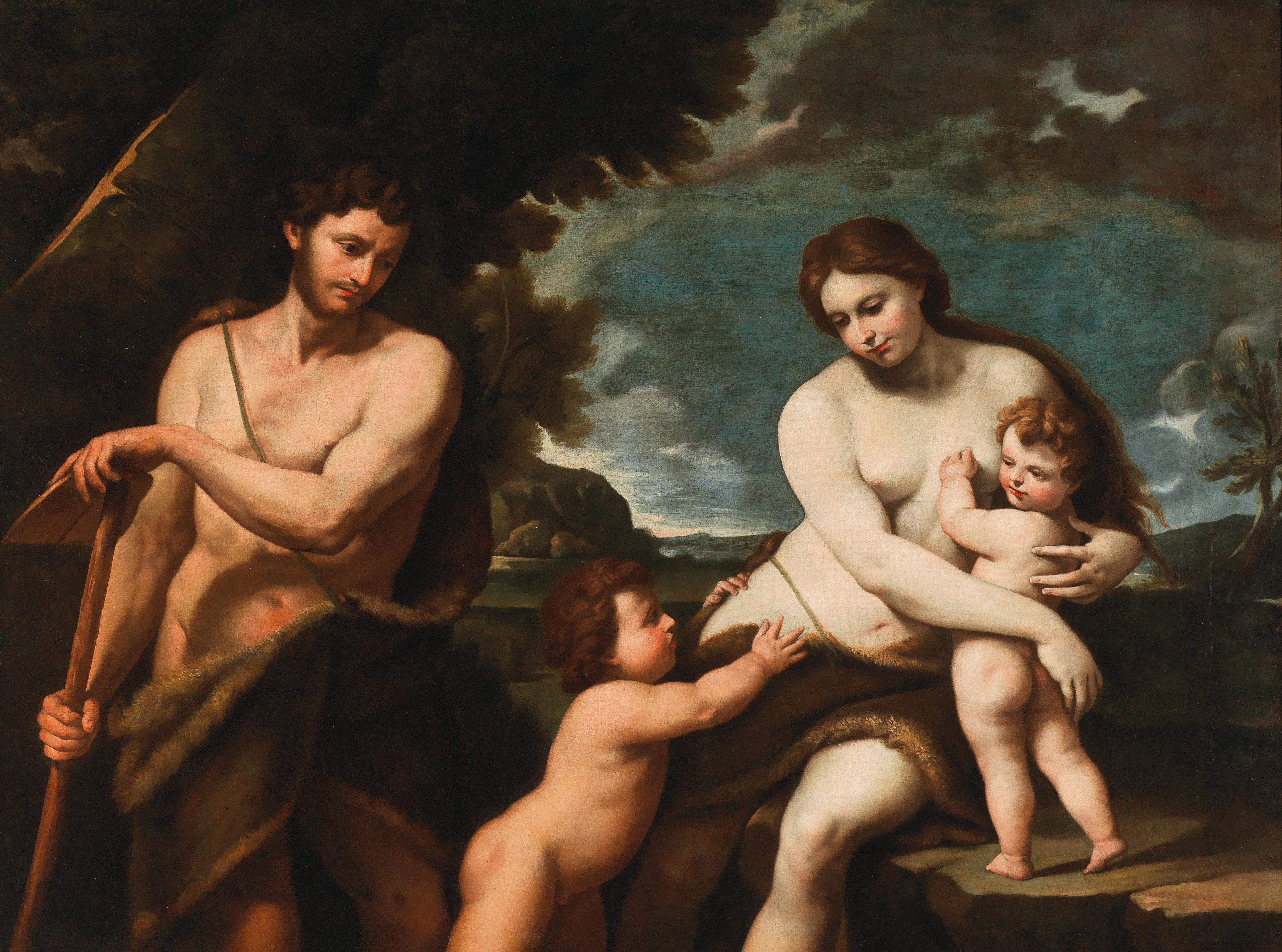
Адам и Ева с детьми Каином и Авелем. Ок. 1709. Холст, масло. Частное собрание